# Jeremy Lucido
Jeremy Joseph Lucido (sinh ngày 11 tháng 12 năm 1977) là một nghệ sĩ, người viết blog, nhiếp ảnh gia và đạo diễn phim người Mỹ có trường quay tại Los Angeles, California. Dù vậy, anh được biết đến với nhiều đóng góp của mình trong ngành giải trí người lớn. Anh hiện nay đang làm việc với tư cách là Quản lý Sản xuất của hãng Randy Blue, nơi anh thực hiện một vài bộ phim cho hãng.
Năm 2005, anh đã thực hiện một trong blog mang tên Starrfucker, giúp anh bước chân vào ngành công nghiệp người lớn. Anh thường xuyên chụp ảnh cho nhiều tạp chí nổi tiếng như Frontiers, Cybersocket Magazine, The Advocate, Pisszine, Starrfucker Magazine, và the beef.
Năm 2010, Jeremy đã ra mắt tạp chí riêng của mình Starrfucker Magazine, một tạp chí trắng đen với nhiều hình ảnh khiêu dâm cùng sự xuất hiện của nhiều nhiếp ảnh gia khác.

## Sự nghiệp

### Hình ảnh trên các tạp chí
- Tạp chí Starrfucker Kỳ #2 - Số báo Mông [9]
- Tạp chí Starrfucker Kỳ #1 - Số báo Những người Đánh bại những Bà Vợ [10]
- Pisszine Kỳ #6 - Số báo Ria Mép[11]
- Pisszine Kỳ #2 - Số báo Lông Lá/Râu[12]
- Bộ ảnh Hot Property trên tạp chí Unzipped (Tháng Mười hai 2009)
- Bộ ảnh Project Blowjob trên tạp chí The Beef Magazine,[13] Kỳ #4
- Hình ảnh cho "Porn Panic!",[5] The Advocate (Tháng Năm 2009)
- Bộ ảnh Turnon: Tattoos (Bruno Gmünder Verlag) [14] (Tháng Tư 2011)

### Triển lãm nghệ thuật
- Club HELL
- Niche.LA & Lounge 441 giới thiệu "Digital World: LA" [15]
- Yard Sale: Misc Photographs bởi Jeremy Lucido (Tango Blues Gallery)

### Giải thưởng và đề cử
- Một trong 11 người Độc thân Hoàn hảo nhất tại LA [16] Frontiers Magazine (2009)
- Đề cử cho Cybersocket Web Awards, Người có Cá tính Xuất sắc Nhất (2010)
- Đề cử cho TLAgay Award [17] Kẻ nghiện Twitter: Người thành công nhất trong giới nghệ thuật (2010)
- Đề cử cho Nhiếp ảnh gia Xuất sắc Nhất, Weho Awards[18] (2010)
- Đề cử cho "Đạo diễn Xuất sắc Nhất", Grabby Awards (2011) trong "Text, Lies and Video" (Randy Blue)